# Cordelia
Cordelia ist ein weiblicher Vorname.

## Herkunft und Bedeutung
Der Vorname Cordelia geht auf die Cordelia in Shakespeares Drama King Lear zurück. Die Etymologie des Namens ist nicht gesichert. Es existieren verschiedene Hypothesen:
- Shakespeare habe den Namen von Raphael Holinshed, bei dem Cordelia als Rechtschreibfehler von Cordeilla erscheint, der den Namen wiederum von Geoffrey von Monmouth hat, der den Namen in einer Tabelle von Königen nach Llyr (Lear) auflistet. Er schreibt ihn Cordiella bzw. Cordoylla.[1]
  - Einige Forscher widersprechen einem genuin keltischen Ursprung.[2]
- Cordelia sei eine Ableitung vom Heiligennamen Cordula.[1][3][2]
  - Andere Experten widersprechen diesem Zusammenhang.[1]
- Der Name stamme von Creiddylad, der Tochter des walisischen Gottes Lludd Llaw Ereint.[1] Der Name leitet sich vom mittelwalisischen Namen Creidylat ab und setzt sich möglicherweise aus den Elementen craidd „Herz“, „Zentrum“ oder crau „Blut“  und dylad „Flut“ zusammen.[4]
  - Einige Forscher widersprechen einem genuin keltischen Ursprung[2], bzw. problematisieren, dass es keine Verbindung zwischen beiden Namen gibt, abgesehen von der Konsonantenfolge C-R-D-L.[1]

## Verbreitung
Es gibt keinen direkten Beweis dafür, dass der Name Cordelia vor Shakespears Werk verwendet wurde, jedoch gibt es Belege für drei Frauen im 17. Jahrhundert, die diesen Namen trugen.
Cordelia [kɔɹ.ˈdil.i.ə] war im ausgehenden 19. Jahrhundert in den Vereinigten Staaten ein geläufiger Vorname. Seine Popularität nahm jedoch immer weiter ab. Seit 1947 fand er sich nur insgesamt viermal (1948, 1950, 2014, 2015) unter den 1000 meistgewählten Mädchennamen des Landes (Stand 2024).
In England und Wales kommt der Name Cordelia [kɔː.ˈdiː.li.ə] bis heute vor, wird jedoch nur selten vergeben. Seit 1996 verpasste er nur viermal (1997, 2010, 2012, 2023) die Top-1000 der Vornamenscharts (Stand 2024). Die Top-500 erreichte er in diesem Zeitraum nie.
In Deutschland wird der Name Cordelia nur sehr selten vergeben. Zwischen 2010 und 2023 wurde er nur etwa 20 Mal als erster Vorname gewählt. Das durchschnittliche Alter einer deutschen Cordelia beträgt 39 Jahre.

## Namenstag
Abgeleitet von Cordula kann der Namenstag von Cordelia am 22. Oktober gefeiert werden, nach der Heiligen Cordula.

## Bekannte Namensträgerinnen
- Cordelia Dykes (* 1949), US-amerikanische Schriftstellerin und Zoologin, bekannt als Delia Owens
- Cordelia Edvardson (1929–2012), schwedisch-israelische Journalistin und Schriftstellerin
- Cordelia Fine (* 1975), kanadisch-britische Wissenschaftsautorin, Forscherin und Journalistin
- Cordelia Gundolf (1917–2008), deutsche Linguistin
- Cordelia Heß (* 1977), deutsche Historikerin und Hochschullehrerin
- Cordelia Koch (* 1972), deutsche Politikerin (Bündnis 90/Die Grünen)
- Cordelia Schmid (* 1967), deutsche Informatikerin
- Cordelia Urueta (1908–1995), mexikanische Malerin
- Cordelia von Wedderkop (1774–1841), schwedische Malerin und Zeichnerin
- Cordelia Wege (* 1976), deutsche Film- und Fernsehschauspielerin

Folgename
- Laura Cordelia Pope Forester (1873–1953), amerikanische Künstlerin
- Beatrice Cordelia Langley (1872–1958), englische Geigerin
- Elke Cordelia Neidhardt (1941–2013), deutsch-australische Schauspielerin und Opernregisseurin
- Adèle Sophia Cordelia Opzoomer (1856–1925), niederländische Schriftstellerin und Malerin
- Miriam Cordelia Schweiger (* 1994), deutsche Schauspielerin